# Vanguard TV-3
Vanguard TV-3, ou Vanguard Test Vehicle-Three, est le premier essai des États-Unis de lancer un satellite sur orbite terrestre, dans le cadre de l'Année géophysique internationale. Son échec au lancement, diffusé en direct devant les caméras du monde entier et peu de temps après la réussite soviétique de Spoutnik 1, lui vaut dans les médias américains divers surnoms tels que Flopnik, Kaputnik et Stayputnik. 

## Description du satellite
Le satellite, presque identique au futur Vanguard 1, est une sphère en aluminium de 1,5 kg et de 16,3 cm de diamètre. Un cylindre garni d'écrans thermiques montés à l'intérieur de la sphère contient la charge utile de l'instrument. Un émetteur de télémesure de 10 milliwatts et de 108 MHz alimenté par un ensemble de piles au mercure, et un émetteur de balise Minitrack de 5 mW et de 108,03 MHz, alimenté par six piles solaires. Les cellules photovoltaïques sont installées sur le corps du satellite.
Six antennes émettrices en alliage d'aluminium, actionnées par un ressort, de 30 cm de long et 0,8 cm de diamètre, dépassent de la sphère. Les émetteurs sont principalement destinés aux données d'ingénierie et de suivi, mais doivent également déterminer le contenu total en électrons entre le satellite et les stations au sol. Le satellite comporte également deux thermistances (thermo-résistances) pour mesurer la température intérieure afin de déterminer l'efficacité de la protection thermique.
Un dispositif de séparation est conçu pour maintenir la sphère attachée au troisième étage avant son déploiement. Lors du déploiement, une sangle tenant le satellite en place est relâchée et trois ressorts séparent le satellite du troisième étage à une vitesse relative d'environ 0,3 m/s.
Ce petit satellite doit permettre de tester les capacités de lancement d'un lanceur à trois étages et d'étudier les effets de l'environnement sur un satellite et ses systèmes embarqués en orbite terrestre. Il doit également être utilisé pour obtenir des données sur la forme du globe terrestre.
Il doit également être utilisé pour étudier les impacts de micrométéorites et obtenir des mesures géodésiques par analyse en orbite. Le programme de satellites IGY Vanguard (IGY - International Geophysical Year) est conçu dans le but de lancer un ou plusieurs satellites en orbite terrestre pendant l'Année géophysique internationale (AGI).

## Description du lanceur
Vanguard est la désignation utilisée à la fois pour le lanceur et le satellite. Le premier étage du lanceur à trois étages Vanguard est propulsé par un moteur-fusée à propulsion liquide GE X-405, de General Electric, de 125 000 N, propulsé par 7 200 kg de kérosène (RP-1) et d'oxygène liquide, par pression d'hélium. Il contient également 152 kg de peroxyde d'hydrogène. Il mesure 13,4 m de hauteur, et 1,14 m de diamètre avec une masse au lancement d'environ 8 090 kg.
Le deuxième étage consiste en un moteur liquide Aerojet-General AJ-10 de 5,8 m de hauteur et de 0,8 m de diamètre, brûlant 1 520 kg de diméthylhydrazine asymétrique (UDMH) et d'acide nitrique fumant blanc (WIFNA) avec un réservoir d'hélium. Il produit une poussée de 32 600 N et a une masse au lancement d'environ 1 990 kg. Cet étage contient le système de guidage et de contrôle.
Le troisième étage a un moteur-fusée à propergol solide avec une poussée de 10 400 N (pendant 30 secondes) mis au point par Grand Central Rocket Co. L'étage a une hauteur de 1,5 m, un diamètre de 0,8 m et une masse au lancement de 194 kg. Un boitier en acier comporte un dôme pour supporter le satellite.
La hauteur totale du véhicule avec le satellite est d'environ 21,9 mètres. La capacité de la charge utile est de 11,3 kg sur une orbite terrestre basse de 555 km. Un lancement nominal met à feu le premier étage durant 144 secondes, et amène le lanceur à une altitude de 58 km, suivie du deuxième étage durant 120 secondes à 480 km d'altitude, après quoi le troisième étage largue le satellite en orbite à 555 km d'altitude. Il s'agit de la même configuration du lanceur, avec des modifications mineures, que celle utilisée pour tous les vols Vanguard suivants, y compris le lanceur Vanguard SLV-6.

## Description du lancement
Lors du lancement le 6 décembre 1957 à 16 h 44 TU au Atlantic Missile Range de Cape Canaveral, en Floride, le premier étage s'allume et le lanceur commence à s'élever. Mais, deux secondes après avoir quitté le sol et après s'être élevé d'environ 1,20 mètre, le lanceur perd de la poussée et commence à retomber en s'inclinant. Il heurte alors violemment la rampe de lancement, les réservoirs de carburant se rompent et explosent, détruisant le lanceur et endommageant gravement la rampe de lancement.
Le satellite Vanguard est projeté au sol à une courte distance. Bien que ses émetteurs soient en état de fonctionner, le satellite est trop endommagé pour être réutilisé. Il est actuellement exposé au Smithsonian Air and Space Museum.
La cause exacte de l'accident n'a jamais été déterminée avec certitude. Elle pourrait être liée à une fuite de carburant entre le réservoir et le moteur-fusée qui serait due à un raccord desserré sur une canalisation ou à une baisse de pression de la pompe à carburant : à cause de cette baisse de pression dans le réservoir le carburant enflammé a pu refluer de la chambre de combustion vers le réservoir.
Le projet étant abandonné, c'est le projet concurrent - Explorer 1 - qui aboutit quelques semaines plus tard, le 1er février 1958, au lancement du premier satellite artificiel par les États-Unis.

### Vanguard TV-3BU
Le satellite de sauvegarde Vanguard Test Vehicle 3 Backup (TV-3BU), une réplique du Vanguard TV-3, est utilisé. Il échoue lui aussi, moins d'une minute après son lancement, le 5 février 1958.

## Sources
- NASA Space Science Data Coordinated (NSSDC)  : Spacecraft  (consulté le 16 décembre 2019)
- Alan Boyle (1997-10-04). « Sputnik started space race, anxiety ». NBC News. (consulté le 17 décembre 2019).